# Новоселиця (Миргородський район)
Новосе́лиця —  село в Україні, у Комишнянській селищній громаді Миргородського району Полтавської області. Населення становить 6 тис. осіб. До 2020 року орган місцевого самоврядування — Черевківська сільська рада.

## Географія
Село Новоселиця знаходиться на відстані 1 км від лівого берега річки Хорол, за 0,5 км від сіл Черевки, Бакумівка та Радченкове. По селу протікає пересихає струмок з загати.

## Особистості
- Григорій Омелянович Омельченко  — український політик, колишній народний депутат України. Кандидат юридичних наук, доцент, генерал-лейтенант.